# Talanx

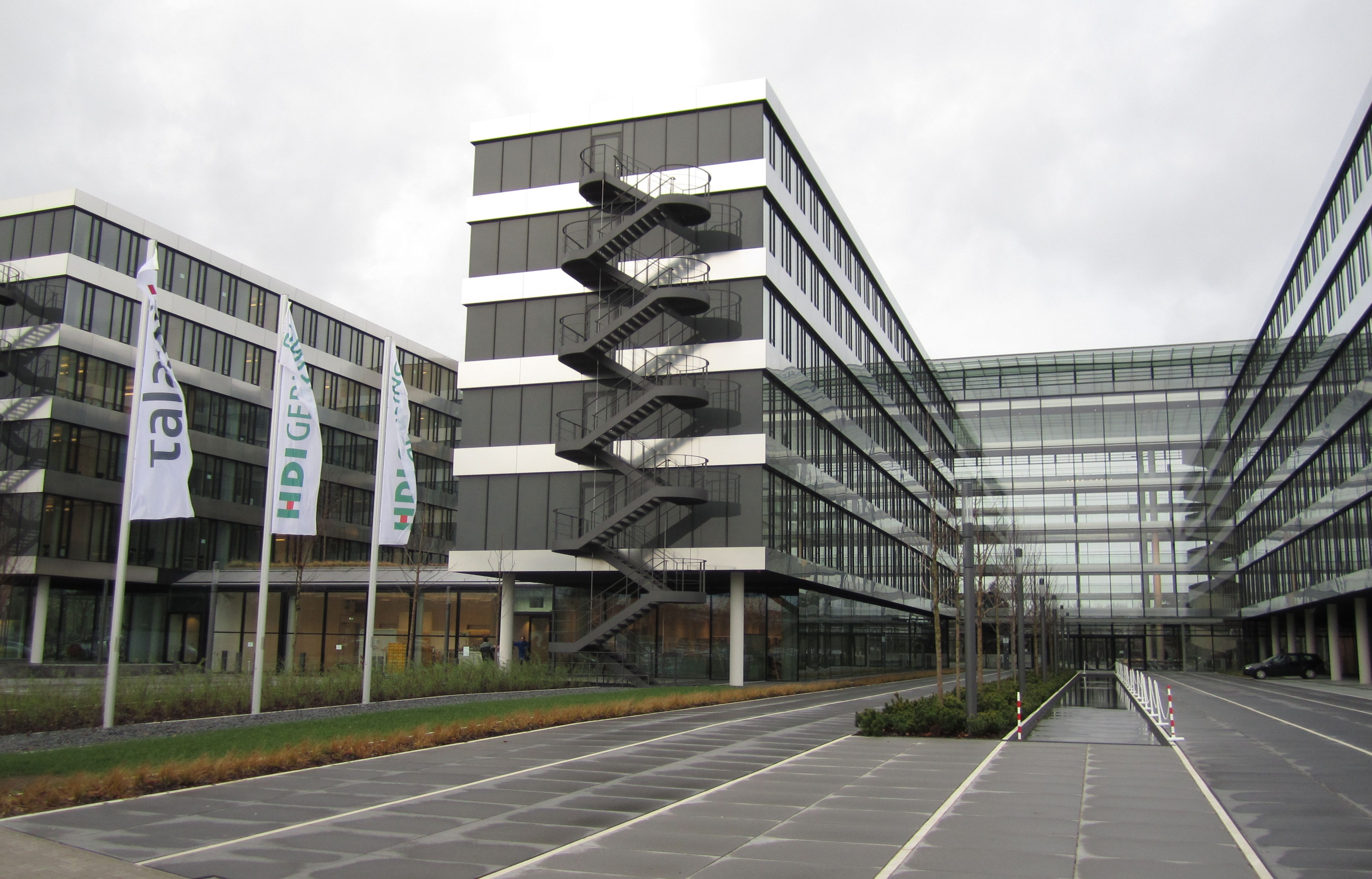
Biura Talanx w Hanowerze (2011)

Talanx AG – niemieckie przedsiębiorstwo ubezpieczeniowe z siedzibą w Hanowerze. Talanx AG jest trzecią co do wielkości grupą ubezpieczeniową w Niemczech (za Allianz i Munich Re / ERGO) oraz jedenastą w Europie. Grupa jest aktywna w ponad 150 krajach.

## Działalność
W 2010 Talanx podpisał umowę o strategicznej współpracy z Meiji Yasuda (drugi co do wielkości gracz na rynku japońskim). W grudniu 2011 partnerzy uzgodnili przejęcie od Leszka Czarneckiego kontroli nad spółką TU Europa S.A. W styczniu 2012 ogłoszono, że Talanx kupi od KBC polskie towarzystwo ubezpieczeniowe Warta S.A. (70% akcji otrzyma Talanx, 30% – Meiji Yasuda), a finalizacja tej operacja nastąpiła w dniu 1 lipca 2012. Dzięki tej transakcji WARTA została członkiem niemieckiej Grupy Talanx.
Talanx jest już obecny w Polsce pod markami HDI-Asekuracja (ubezpieczenia majątkowe) i HDI-Gerling (ubezpieczenia na życie). . Do portfela Talanx należy również 50% akcji Towarzystwa Ubezpieczeń EUROPA SA.